# میترو-ایوبوفسکویه
میترو-ایوبوفسکویه (انگلیسی: Mitro-Ayupovskoye) یک شهرک در شهرستان چکماگوشفسکی استان باشقیرستان کشور روسیه است.